# Chilmark
Chilmark es un pueblo ubicado en el condado de Dukes en el estado estadounidense de Massachusetts. En el Censo de 2010 tenía una población de 866 habitantes y una densidad poblacional de 3,33 personas por km².

## Geografía
Chilmark se encuentra ubicado en las coordenadas 41°18′11″N 70°46′43″O / 41.30306, -70.77861. Según la Oficina del Censo de los Estados Unidos, Chilmark tiene una superficie total de 260.11 km², de la cual 49.32 km² corresponden a tierra firme y (81.04%) 210.79 km² es agua.

## Demografía
Según el censo de 2010, había 866 personas residiendo en Chilmark. La densidad de población era de 3,33 hab./km². De los 866 habitantes, Chilmark estaba compuesto por el 96.42% blancos, el 1.73% eran afroamericanos, el 0.23% eran amerindios, el 0.23% eran asiáticos, el 0% eran isleños del Pacífico, el 0.35% eran de otras razas y el 1.04% pertenecían a dos o más razas. Del total de la población el 0.81% eran hispanos o latinos de cualquier raza.